# Pollença
Pollença település Spanyolországban, a Baleár-szigeteken. Pollença Alcúdia, Sa Pobla, Campanet és Escorca községekkel határos. Lakosainak száma 17 594 fő (2024).

## Népesség
A település népessége az elmúlt években az alábbi módon változott:
| Lakosok száma | 14 647 | 15 513 | 16 398 | 17 260 | 16 114 | 16 088 | 16 222 | 16 283 | 16 969 | 17 594 |
|               | 2001   | 2004   | 2006   | 2009   | 2011   | 2014   | 2016   | 2019   | 2021   | 2024   |